# Тормод Торфей
Тормод Торфей (лат. Thormodus Torfaeus, или Тормоудюр Торфасон, исл. Þormóður Torfason; 27 мая 1636 — 31 января 1719) — исландский историк и переводчик-компилятор, который прожил большую часть своей жизни в Норвегии. Был сыном Торфа Эрлендссона, сисламана («шерифа») в Стафнесе и Тоурдисар Бергсвейнсдоуттюр, дочери священника из Утскаулюма. Родился в Энгей. Впоследствии его называли «отцом норвежской исторической науки» за большое количество работ по истории Норвегии.

## Биография
В 1654 году окончил школу в Скаульхольте и после этого сразу отправился за границу. Учился в Копенгагенском университете и был с 1659 года переводчиком старинных манускриптов на службе у короля Дании (Норвегия в то время состояла в унии с Данией). В 1662 году был отправлен для сбора рукописей в Исландию, а затем привёз в Копенгаген от Бриньольфура Свейнссона рукописи Старшей Эдды и Саги о Ньяле.
В 1664 году стал камерарием в Ставангере и поселился в Стангарланде на острове Кёрмт за пределами Ругаланна, где впоследствии и был похоронен на территории церкви св. Олафа. В 1665 году женился на богатой вдове Эйнни Хансдоуттюр, которая умерла в 1695 году; в 1702 (или 1709) году женился на другой женщине с тем же именем, которая ранее была его экономкой. В браках с ними у него не было детей, но он имел, как считается, нескольких детей вне брака.
В 1671 году Тормод отправился по семейным делам в Исландию; в 1672 году по пути обратно в Норвегию в результате кораблекрушения оказался на острове Самсё в датской Ютландии. Там в гостинице к нему, после того как Тормод отправился спать начал приставать некий пьяный исландец Ханс Педерсен, и Тормод проткнул его мечом, в результате чего Педерсен умер. За это он был приговорён к смертной казни, но затем помилован, после того как публично покаялся и заплатил семье покойного 100 риксдалеров штрафа.
В 1677 году был назначен королевским антикваром Исландии, в 1682 году — королевским историографом королевства Дании и Норвегии, жалование которому выплачивалось королевским двором, и в 1704 году асессором в университете. Активно сотрудничал с Арни Магнуссоном, и для многих своих работ Арни использовал его рукописи, которые были первыми, написанными по местным исландским сагам-первоисточникам. Арни получил его рукописи после его смерти. В 1680 году Тормод спас в Норвегии от казни женщину, приговорённую к сожжению за якобы занятия колдовством.
Тормод более всего известен своими книгами, написанными на латыни, из которых наиболее известны: «Historia Vinlandiae Antiquae» (1705); «Groenlandia Antiqua» (1706) и «Historia Rerum Norvegicarum» (1711). Последнее издание охватывало историю Норвегии с древнейших времен и до 1387 года, оно изначально содержало четыре тома; в 2008 году был осуществлён его перевод на современный норвежский язык, а в 2014 году завершён выпуск произведения, разбитого на семь томов. Тормод также опубликовал «Commentatio historica de rebus gestis Faereyensium seu Faröensium» (1695); «Orcades, seu Rerum Orcadensium historiae» (1697); «Series dynastarum et regum Daniae» (1702); «Historia Hrolfi Krakii» (1705); «Trifolium historicum» (1707).